# جورج بيغرام
جورج بيغرام (بالإنجليزية: George B. Pegram)‏‏ (24 أكتوبر 1876 في ترينيتي - 12 أغسطس 1958 ) فيزيائي من الولايات المتحدة.